# Трушке
Трушке (словен. Truške, итал. Truscolo) су насељено место у општини Копар, Обално-крашка регија, Словенија.

## Историја
До територијалне реорганизације у Словенији биле су у саставу старе општине Копар.

## Становништво
У попису становништва из 2011. године, Трушке су имале 53 становника.
| Број становника према пописима | Број становника према пописима | Број становника према пописима |
| ------------------------------ | ------------------------------ | ------------------------------ |
| 1991                           | 2002                           | 2011                           |
| 36                             | 47                             | 53                             |

Напомена: До 1955. исказивано под именом Кортина.

## Галерија
- виноградима
- грожђе